# Was ich dir schon immer sagen wollte

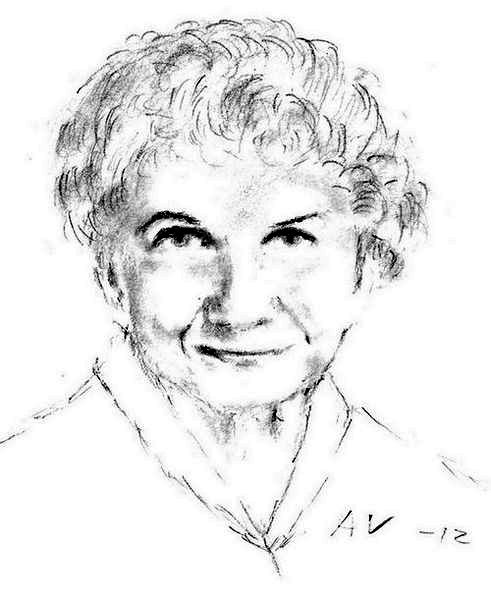
Alice Munro, Nobelpreis für Literatur 2013

Was ich dir schon immer sagen wollte. Dreizehn Erzählungen (im Original Something I’ve Been Meaning to Tell You, 1974) ist die dritte von vierzehn Kurzgeschichtensammlungen der kanadischen Schriftstellerin Alice Munro. Fast 30 Jahre später erschien der Band auf Deutsch.
In ihrer Rezension des Bandes für die Neue Zürcher Zeitung äußerte Angela Schader Erstaunen über Munro und darüber, „wie viel Spreng- und Zerstörungskraft sie in ihre vermeintlich so harmlosen Settings zu schmuggeln weiss.“ Munro inszeniere die Begegnung zwischen den Geschlechtern und diejenige zwischen den Generationen gleichermaßen vielschichtig und vielfältig. Ihre Protagonistinnen haben ohnmächtige Wut und machen aus ihren negativen Gefühlen blitzende Dolche, und manchmal könne es die Hölle sein, wenn Wünsche wahr werden, so Angela Schader. In der Titelerzählung Something I’ve Been Meaning to Tell You gebe es ausnahmsweise ein dramatisches Crescendo, ansonsten entfalte sich das Böse in diesen Erzählband von 1974 lautlos, sanft und grell.

## Enthaltene Werke
- Was ich dir schon immer sagen wollte (Something I’ve Been Meaning to Tell You), S. 9
- Material (Material), S. 44
- Wie ich meinen Mann kennenlernte (How I Met My Husband), S. 77
- Auf dem Wasser gehen (Walking on Water), S. 110
- Vergebung in Familien (Forgiveness in Families), S. 148
- Sag mir, ja oder nein (Tell Me Yes or No), S. 168
- Das gefundene Boot (The Found Boat), S. 198
- Scharfrichter (Executioners), S. 217
- Marrakesch (Marrakesh), S. 243
- Die spanische Edeldame (The Spanish Lady), S. 271
- Winterwind (Winter Wind), S. 295
- Gedenken (Memorial), S. 318
- Das Tal von Ottawa (The Ottawa Valley), S. 349

## Ausgaben
Something I’ve Been Meaning to Tell You erschien zuerst in englischer Sprache im Jahr 1974 und fast 30 Jahre später erst auf Deutsch, im Dörlemann Verlag in Zürich 2012. Der Band enthält nach den dreizehn Kurzgeschichten noch zwei Abschnitte die betitelt sind mit Zur Autorin und zu ihrer Übersetzerin und Zum Buch.

## Forschungsliteratur
- Louis K. MacKendrick, Some other reality: Alice Munro’s "Something I’ve been meaning to tell you". ECW Press, Toronto 1993, ISBN 1-55022-129-9